# Line-eilanden
De Line-eilanden vormen een groep van elf atollen en lage koraaleilanden midden in de Grote Oceaan in de regio Micronesië, ten zuiden van Hawaï. Acht van de eilanden behoren tot Kiribati, de overige drie zijn territoria  van de Verenigde Staten en onderdeel van de kleine afgelegen eilanden van de Verenigde Staten. Alle Line-eilanden worden of werden opgeëist door de Verenigde Staten.
De Line-eilanden die onderdeel zijn van de Republiek Kiribati, bevinden zich in de vroegste tijdzone ter wereld: UTC+14. Dat betekent dat de kloktijd er dezelfde is als die op Hawaï, maar dan een dag later.

## Geografie
De groep eilanden is geografisch onderverdeeld in drie subgroepen: de Noordelijke, Centrale en Zuidelijke Line-eilanden. De Centrale Line-eilanden worden soms ook wel tot de Zuidelijke Line-Eilanden gerekend. In onderstaande tabel zijn de eilanden van noord naar zuid opgenomen.
| Atol/Eiland/Rif           | Oppervlakte km² | Lagune km² | Coördinaten             | Status                        |
| ------------------------- | --------------- | ---------- | ----------------------- | ----------------------------- |
| Noordelijke Line-eilanden |                 |            |                         |                               |
| Kingmanrif                | 0,03            | 60         | 6° 24′ NB, 162° 24′ WL  | V.S. unincorporated territory |
| Palmyra-atol              | 6,56            | 15         | 5° 52′ NB, 162° 6′ WL   | V.S. incorporated territory   |
| Teraina (Washington)      | 14,2            | 2*         | 4° 43′ NB, 160° 24′ WL  | Kiribati Island Council       |
| Tabuaeran (Fanning)       | 33,7            | 110        | 3° 52′ NB, 159° 22′ WL  | Kiribati Island Council       |
| Kiritimati (Christmas)    | 388,5           | 324        | 1° 53′ NB, 157° 24′ WL  | Kiribati Island Council       |
| Centrale Line-eilanden    |                 |            |                         |                               |
| Jarvis                    | 4,45            | -          | 0° 22′ ZB, 160° 03′ WL  | V.S. unincorporated territory |
| Malden                    | 39,3            | 13*        | 4° 01′ ZB, 154° 59′ WL  | onderdeel van Kiribati        |
| Filippo-rif               | -               | 1,5        | 5° 30′ ZB, 151° 50′ WL  | buiten EEZ                    |
| Starbuck                  | 21              | 25         | 5° 37′ ZB, 155° 56′ WL  | onderdeel van Kiribati        |
| Zuidelijke Line-eilanden  |                 |            |                         |                               |
| Millennium (Caroline)     | 3,76            | 2,5        | 9° 57′ ZB, 150° 13′ WL  | onderdeel van Kiribati        |
| Vostok                    | 0,24            | -          | 10° 06′ ZB, 152° 25′ WL | onderdeel van Kiribati        |
| Flint                     | 3               | -          | 11° 26′ ZB, 151° 48′ WL | onderdeel van Kiribati        |
| Line-eilanden             | 514,74          | 538        |                         |                               |

* De laguneoppervlakten die gemarkeerd zijn met een asterisk zijn ook meegerekend in de totale oppervlakte van het eiland, omdat zij, in tegenstelling tot bij een typisch atol, binnen het land liggen en volledig zijn afgesloten van de oceaan.
Slechts drie eilanden worden bewoond. De totale bevolking bestond in 2005 uit 8.809 personen, waarvan er 5.115 wonen op Kiritimati, 2.539 op Tabuaeran en 1.155 op Teraina. De totale bevolking van deze drie atollen bestond in 1900 uit ongeveer 300 personen.
Kiritimati is het grootste atol in de wereld gemeten naar landoppervlakte. 
Kopra, zeewier en aquariumvissen zijn de belangrijkste exportproducten.